# Dollfusentis chandleri
Dollfusentis chandleri är en hakmaskart som beskrevs av Yves-Jean Golvan 1969. Dollfusentis chandleri ingår i släktet Dollfusentis och familjen Illiosentidae. Inga underarter finns listade i Catalogue of Life.